# Война валют
«Войны валют» (кит. трад. 貨幣戰爭, упр. 货币战争, пиньинь Huòbì zhànzhēng), «Война валют» — книга китайского автора Сун Хунбина. Впервые опубликована в 2007 году, повторно в 2009 году. Описывается как выдающийся представитель недавно появившегося жанра, названного «экономической националистической» литературой. Согласно книге, западные страны в конечном итоге контролируются группой частных банков, которые, по словам автора, управляют центральными банками государств.
В 2009 году было продано более 200 тысяч экземпляров в дополнение к примерно 400 тысячам нелицензионных копий, находящихся в обращении. Книга стала бестселлером в Китае; её читали многие высокопоставленные правительственные и деловые лидеры в стране. В отличие от других книг этого жанра, например, «Несчастный Китай», «Валютные войны» были восприняты китайским руководством более позитивно, поскольку его рекомендации выглядят менее агрессивными по отношению к США. Однако в западных СМИ он подвергся критике как искусственный и опирающийся на конспирологию. По состоянию на 2011 год было продано более миллиона экземпляров этой книги.

## Содержание
Согласно книге, западные страны в целом и Соединённые Штаты в частности контролируются кликой международных банкиров, которые используют валютные манипуляции (отсюда и название), чтобы нажить богатство, сначала ссужая деньги в долларах США развивающимся странам, а затем продавая валюту этих стран. Этим объясняются японское потерянное десятилетие, азиатский финансовый кризис 1997 года, латиноамериканский финансовый кризис и др. Утверждается, что семья Ротшильдов обладает состоянием в 5 триллионов долларов, тогда как у Билла Гейтса всего 40 миллиардов долларов.
Сонг также придерживается мнения, что Федеральная резервная система США, является не государственным ведомством, а несколькими частными банками, управляемыми частным сектором, и эти частные банки служат вездесущей семье Ротшильдов.

## Восприятие
Книга стала бестселлером в Китае. Признавая огромную популярность книги в Китае, Financial Times описала её как лишь умеренно курьёзную, а её тезис как искусственный Фред Ху, управляющий директор Goldman Sachs Group, сказал, что войн валют «не существует». Он описывает книгу как «выходящую из ряда вон, возмутительное искажение», содержащее «множество ошибок, утверждений, вырванных из контекста, надуманных, преувеличенных или просто спекулятивных, неопределённых», а заключение к книге как содержащее «расплавленное смешанное ультралевое направление мысли, ультраправую тенденцию, идеи популизма, изоляционизм, анархизма».
По словам Чжан Цзяи, цель данной серии книг, продвигающих теорию заговора, состоит в том, чтобы противостоять гневной психологии молодежи.
Книга подверглась критике в New York Times за продвижение антисемитских теорий заговора. В книге говорится, что евреи тайно влияли на исторические события, начиная от битвы при Ватерлоо и заканчивая убийством Джона Кеннеди, с целью увеличить свое богатство и влияние. В этом отношении ортодоксальная еврейская пресса высказывала мнение, что материал перекликается с традиционными антисемитскими конспирологическими сочинениями, такими как «Протоколы сионских мудрецов», «Международное еврейство», а также с такими продуктами нацистской пропаганды, как Der Stürmer, хотя это толкование было сочтено неверным некоторыми китайскими журналистами, которые заявляют, что утверждения, сделанные в тексте, верны, а в Китае исторически отсутствует антисемитизм.
Ряд китайско-американских учёных также дали отрицательные отзывы о первой книге. Чэнь Чживу из Йельского университета подтвердил справочные значения деталей, представленных в книге, таких как «чего достигла семья Ротшильдов; как финансовый сектор влияет на развитие страны и т. д.». Тем не менее, он считает, что автор, к тому времени являвшийся менеджером структурного финансового отдела ценных бумаг Hong Yuan, не имеет финансового опыта и квалификации, чтобы предписывать Китаю, в каком направлении развиваться. Чжан Синь (Университет Толедо / Огайо) считает, что книга богата историческими знаниями, многие из которых он не смог бы проанализировать, но как исследователь валюты и финансовой системы он считает, что структура книги совершенно неверна, и критикует её как лишенную «здравого смысла».
Автор ответил на эти комментарии: «Хотя многие учёные высказали свои возражения против этой книги, они нацелены на детали книги, а не на её логику или структуру».

## Продолжения
В июле 2009 года за первой книгой последовало продолжение «Войны валют 2: Мир золотых привилегий», опубликованное Китайским промышленным и торговым издательством, которое, по данным Financial Times, стало одной из самых популярных книг в Китае к концу 2009 года. Было продано более двух миллионов экземпляров. В этой книге Сонг предсказывает, что к 2024 году единая мировая валютная система станет зрелой. Он считает, что если Китай не может стать доминирующим в этой системе, он не должен участвовать в ней, и ему следует быть самоуправляемым, иметь свою сферу финансового влияния.
В мае 2011 года вышло ещё одно продолжение, «Войны валют 3: Высокие финансовые рубежи», опубликованное издательством Yuan-Liou Publishing. В нём более конкретно обсуждается современная история Китая, от Чан Кайши до тенденции к обесцениванию доллара США в долгосрочной перспективе, рассматриваемой с точки зрения валютной войны. Книга продвигает изоляционистскую финансовую политику.